# Nomada succincta
Nomada succincta ist eine Wespenbiene aus der Familie der Apidae. Manche Autoren betrachten die Art als Synonym mit Nomada goodeniana.

## Merkmale
Die Bienen haben eine Körperlänge von 10 bis 13 Millimeter. Der Kopf und Thorax der Weibchen ist schwarz und ist gelb gezeichnet. Die Tergite sind schwarz und tragen breite gelbe Binden. Das schwarze Labrum hat hinter dem Vorderrand ein kräftiges Zähnchen. Das dritte Fühlerglied ist kürzer als das vierte. Der Fühlerschaft und auch häufig darauf folgende Glieder sind auf der Oberseite schwarz. Das Schildchen (Scutellum) hat zwei gelbe Flecken. Die Schienen (Tibien) der Hinterbeine sind am Ende stumpf und haben zwei beieinander liegende kleine Dornen. Die Männchen sehen den Weibchen ähnlich, ihr Labrum ist jedoch gelb. Die Schenkel (Femora) der Hinterbeine sind überwiegend schwarz und haben unterseits, gleich wie die Hüften (Coxen) der Hinterbeine gelbliche Haarflecken. Die kleinen Dörnchen an den Hinterschienen liegen nicht beieinander.

## Vorkommen und Lebensweise
Die Art ist in Süd- und Mitteleuropa verbreitet. Die Tiere fliegen von Ende März bis Ende Juni. Sie parasitieren Andrena labialis, Andrena nigroaenea und Andrena nitida und vielleicht auch Andrena curvungula.

## Belege
- Felix Amiet, M. Herrmann, A. Müller, R. Neumeyer: Fauna Helvetica 20: Apidae 5. Centre Suisse de Cartographie de la Faune, 2007, ISBN 978-2-88414-032-4.